# João Paulo Tavares Papa
João Paulo Tavares Papa (Santos, 28 de julho de 1958) é engenheiro e político brasileiro filiado ao Partido da Social Democracia Brasileira (PSDB).
Foi prefeito de Santos entre 2005 e 2008 pelo PMDB, reeleito nas eleições municipais no Brasil de 2008, no dia 5 de outubro, com 77% dos votos válidos para o mandato de 2009 a 2012.. 
Foi deputado federal por São Paulo, eleito com 117.590 votos nas Eleições gerais no Brasil em 2014. 

## Biografia
Formado em engenharia pela Universidade Santa Cecília e pedagogia pela Faculdade Dom Domênico, com especialização em Administração Escolar, Orientação Educacional e Supervisão Escolar, João Paulo Tavares Papa começou a sua vida profissional como professor da Escola Técnica José Bonifácio, da qual foi diretor.
Ingressou na Prefeitura de Santos em 1986, durante a gestão do prefeito Osvaldo Justo, quando chefiou o Departamento Municipal de Trânsito de Santos. 
Ocupou o cargo de superintendente regional da SABESP na Baixada Santista, entre 1991 e 1995. Foi responsável por coordenar a ampliação das redes de água e esgoto nas cidades do Litoral Paulista. 
Entre 1997 e 2000, foi secretário de Meio Ambiente de Santos e presidente da Companhia de Engenharia de Tráfego (CET), onde trabalhou pela implantação do novo Código Brasileiro de Trânsito na cidade e coordenou o processo de criação da Linha Turística do Bonde. 
Entre 2001 e 2004 foi vice-prefeito de Santos e secretário municipal de Planejamento. Nesta pasta, liderou o projeto de revitalização do Centro Histórico.  

## Prefeito de Santos
Assumiu a prefeitura em janeiro de 2005, eleito com 121.002 votos numa das eleições mais apertadas da história. Obteve apenas 1.771  votos de vantagem da segunda colocada.

### Principais ações pelo desenvolvimento da Cidade
- Implantação da Unidade de Exploração e Produção de Gás e Petróleo da Bacia de Santos, da Petrobras, no Valongo;
- Aquisição do Hospital dos Estivadores para o Município;
- Criação do Museu Pelé;
- Criação do programa Bike Santos;
- Ampliou a malha cicloviária da cidade em 25km;
- Tornou o transporte coletivo 100% acessível para pessoas com deficiência;
- Instalação do Poupatempo;
- Implementação do projeto do VLT ligando Santos a São Vicente; 
- Restauração dos teatros Guarany;
- Desativação de trens de carga em Santos no perímetro urbano;
- Reurbanização do Emissário Submarino e criação do Parque Roberto Mario Santini;  
- Projeto de reurbanização da Zona Noroeste e combate às enchentes;
- Quase duas mil unidades habitacionais construídas;
- Abertura da Avenida Afonso Schimidt;
- Construção do Centro da Juventude da Zona Noroeste;
- Construção do Centro Cultural da Zona Noroeste;
- Criação da Arena Santos;
- Retomada dos desfiles das escolas de samba e a criação de um local fixo para o evento;
- Criação de duas unidades do Restaurante Bom Prato;
- Construção do Centro Turístico, Esportivo e Cultural Morro São Bento;
- Construção de 15 escolas, com destaque para as UMEs Cais Colégio Santista e a Escola Americana de Santos.
Presidiu a Associação Brasileira de Municípios Portuários e, em fevereiro de 2007, assumiu também a presidência do Conselho de Desenvolvimento da Região Metropolitana da Baixada Santista (Condesb). 

### Reeleição com votação recorde
Foi reeleito prefeito de Santos em 2008, com 190.705 votos, a maior votação da história da cidade até os dias atuais. 

### Conclui mandato com 86% de aprovação
Concluiu o mandato em 2012 com 86% de aprovação popular segundo pesquisa, outro recorde.

## Sabesp
Em 2013, a convite do então governador de São Paulo, Geraldo Alckmin, assume a diretoria de Tecnologia, Empreendedorismo e Meio Ambiente da Sabesp, na Capital.

## Deputado Federal
Em 2014, já no PSDB, foi eleito deputado federal com 117.590 votos.
Em Brasília, atua, principalmente, nas áreas de Saúde, Desenvolvimento Urbano e Mobilidade. Encaminhou, por meio de emendas parlamentares, mais de R$ 50 milhões para saúde da Baixada Santista. Foi o único parlamentar da atual legislatura a enviar recursos às nove cidades da região nos últimos quatro anos. Esses recursos foram fundamentais para a reabertura do Hospital dos Estivadores de Santos, Hospital Modelo de Cubatão e o Hospital Regional da Itanhaém. Auxiliou a Santa Casa de Santos a superar grave crise econômica. Além disso, enviou mais de R$ 2 milhões ao Hospital Guilherme Álvaro - a unidade não recebia recursos federais há 20 anos.
É presidente da  Subcomissão de Saneamento Ambiental], onde atua na defesa da Universalização do Saneamento e Uso Racional da Água - por conta do trabalho, tornou-se referência na área. Apresentou, no final de 2015, 20 recomendações para o Brasil avançar nestas duas áreas, após realizar uma série de audiências públicas e encontros com entidades, associações e especialistas de todo o Brasil. Também trabalhou na suspensão do das taxas de ocupação dos terrenos de Marinha, aplicado em 2016. A ação de Papa beneficiou milhares de brasileiros que residem nestas áreas.
Votou a favor do Processo de impeachment de Dilma Rousseff. Já durante o Governo Michel Temer, votou a favor da PEC do Teto dos Gastos Públicos. De acordo com o parlamentar, a proposta não inviabiliza a destinação de recursos para a saúde e educação, pois para essas áreas não há um teto e, sim, um piso - previsão de investimentos que pode ser superada. A PEC disciplinou o direcionamento dos gastos da União, evitando que sejam feitas mais despesas do que o Orçamento Federal prevê.
Em abril de 2017 foi favorável à Reforma Trabalhista. . Papa ressalta que era preciso atualizar a CLT, que datava da década de 1940 e não previa as novas relações de trabalho, impactadas pela tecnologia. Porém, o deputado apoiou ações que fortaleciam os trabalhadores e a representação sindical - destacou essas posições durante a votação das emendas à reforma, no Plenário da Câmara. 
Votou a favor da investigação contra o presidente Michel Temer nas duas vezes em que o processo foi à apreciação dos deputados.
Por conta dos seus posicionamentos na Câmara, foi reconhecido pelo Blog do Josias de Souza, da UOL, como um dos deputados mais coerentes da atual Legislatura.
Em setembro de 2018 o deputado Papa está entre os melhores 18 deputados de São Paulo de acordo com o site "ranking dos políticos".